# Philippe Gilbert (cyclisme)
Pour les articles homonymes, voir Philippe Gilbert et Gilbert.
Philippe Gilbert, né le 5 juillet 1982 à Verviers, est un coureur cycliste belge professionnel pendant 20 ans de 2003 à 2022. 
Coureur offensif, il a notamment remporté le championnat du monde sur route en 2012, le Tour de Lombardie en 2009 et 2010, Paris-Tours en 2008 et 2009, l'Amstel Gold Race en 2010, 2011, 2014 et 2017, le Tour des Flandres en 2017, Paris-Roubaix en 2019 ainsi que la Flèche wallonne, Liège-Bastogne-Liège et la Classique de Saint-Sébastien en 2011. Ses résultats en 2011 lui ont permis de terminer l'année à la première place de l'UCI World Tour. 
Son palmarès en fait l'un des meilleurs coureurs belges et l'un des meilleurs coureurs de classiques de l'histoire. Outre le fait qu'il a remporté quatre des cinq classiques Monuments et un total de quinze classiques, il a aussi gagné onze étapes sur les trois grands tours auxquels il a participé à vingt-cinq reprises et en a terminé dix-sept. Il a remporté 80 victoires chez les professionnels dont 18 pour la seule année 2011.

## Biographie

### Enfance et carrière amateur
Originaire du village de Remouchamps faisant partie de la commune belge d'Aywaille (province de Liège), Philippe Gilbert commence à disputer des courses pendant son adolescence, d'abord en individuel en étant entraîné par son grand frère Christian et ses parents Jeannot et Anita. En mai 1997, il remporte le championnat de la province de Liège en catégorie débutants, à Manaihant, et s'inscrit au VC Ourthe-Amblève. Il gagne sept courses durant cette année, puis 23 en 1998.
En 1999, il passe en catégorie junior, au club Woonbemiddeling à Alost. Il gagne douze fois cette année, dont les championnats de Liège du contre-la-montre et de la course en ligne et une étape du Tour de Basse-Saxe. Il rejoint l'année suivante l'équipe Go Pass, dirigée par l'ancien coureur Dirk De Wolf, vainqueur de Liège-Bastogne-Liège en 1992. À nouveau double champion de la province de Liège, il gagne 19 fois, dont le Tour de Cantabrie, le Tour de Haute-Autriche, et une étape du Tour de Toscane. Il obtient ainsi sa sélection pour les championnats du monde juniors à Plouay en France. Il y prend la 41e place de la course en ligne.
En 2001, Philippe Gilbert accède à la catégorie espoirs, toujours chez Go Pass. Il gagne six courses. Il participe à la course en ligne des moins de 23 ans aux championnats du monde sur route à Lisbonne au Portugal, et en prend la 74e place. Il termine l'année à la 16e place du classement UCI des moins de 23 ans, et y est le meilleur coureur de son âge. Il gagne douze courses en 2002, dont le Triptyque ardennais, le championnat de Wallonie, Romsée-Stavelot-Romsée. Il est également vice champion de Belgique espoirs, deuxième du Triptyque des Barrages, quatrième du Tour des Flandres espoirs. En fin de saison, il est une deuxième fois sélectionné en équipe nationale des moins de 23 ans aux championnats du monde. Il termine à la neuvième place de la course en ligne.

### Début de carrière (2003-2007)

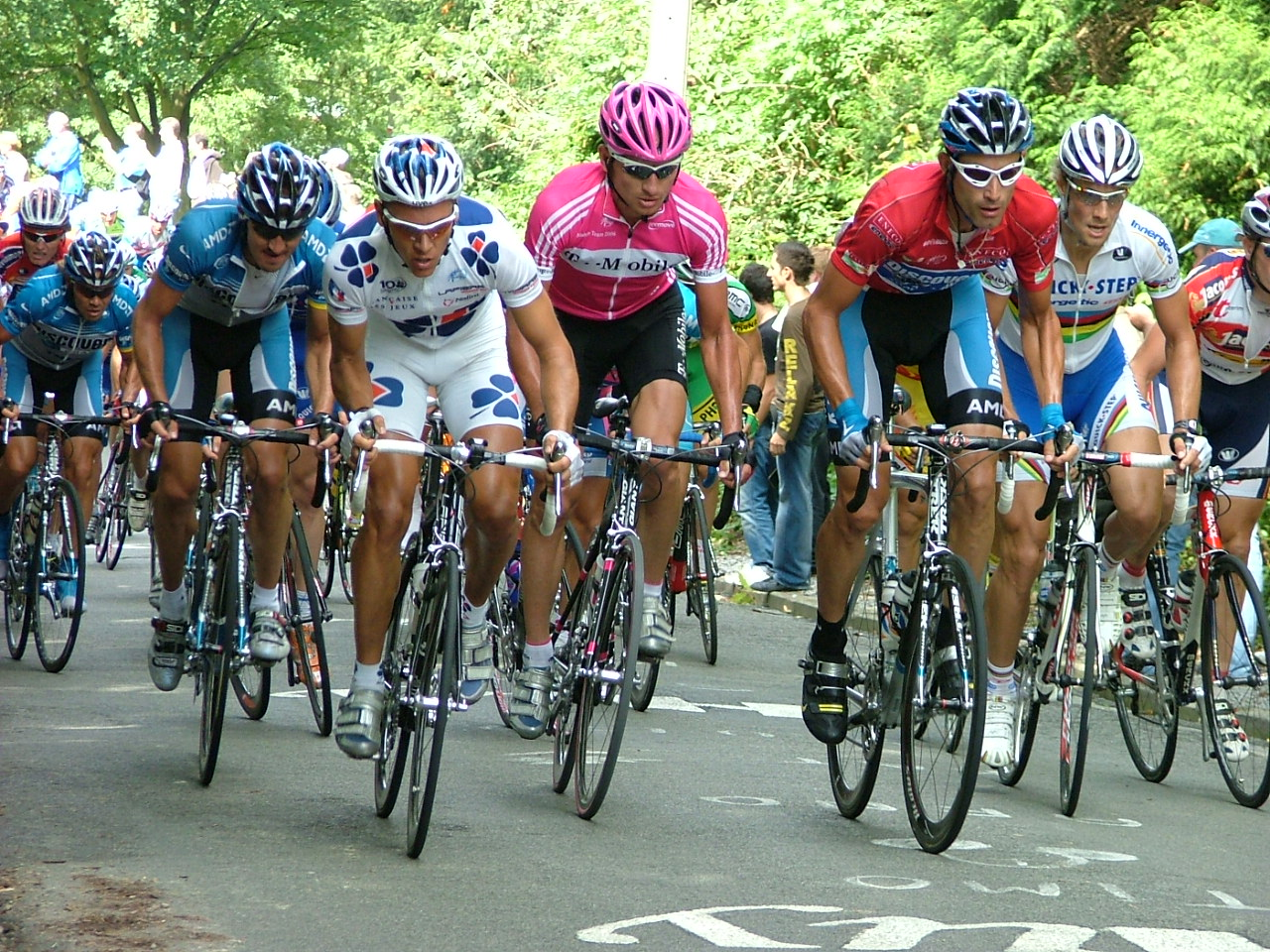
En tête de peloton lors de la septième étape de l'Eneco Tour 2006.

Philippe Gilbert passe professionnel en 2003 dans l'équipe Fdjeux.com après y avoir été stagiaire en 2002. Il signe sa première victoire sur le circuit professionnel la même année en remportant une étape du Tour de l'Avenir.
En 2005, il se révèle en gagnant la Coupe de France, notamment grâce à ses succès au Tour du Haut-Var, au Trophée des grimpeurs et à la Polynormande. Il termine sixième de Milan-San Remo à l'issue d'un sprint massif. En fin de saison, il passe près d'une victoire sur Paris-Tours : échappé avec Stijn Devolder dans les 25 derniers kilomètres, il est rattrapé à 200 mètres de l'arrivée après que Devolder a refusé de le relayer, suivant les instructions de son directeur sportif.
En 2006, après un début de saison en France avec notamment une deuxième place sur le Grand Prix d'ouverture La Marseillaise, il participe à l'ouverture de la saison en Belgique avec une victoire au Het Volk. Après plusieurs attaques dans le final, il s'échappe de façon définitive à moins de huit kilomètres de l'arrivée et s'impose en solitaire à Lokeren.

### 2008: une dernière saison réussie à la Française des Jeux
En 2008, il se distingue dès son début de saison, au Tour Down Under où il attaque à de nombreuses reprises. Onzième du général, quatrième de la cinquième étape, il remporte le classement de la montagne.
Il poursuit au Challenge de Majorque et s'impose au classement final ainsi qu'aux Trofeo Mallorca et Trofeo Soller.
Une semaine plus tard, il s'aligne au Tour du Haut-Var avec l'ambition de briller, comme en 2005, où il avait levé les bras, il y réussit une cinquième place, à neuf secondes du vainqueur, Davide Rebellin.
Lors du Circuit Het Volk, favori avant la course, il parvient à créer l'exploit, partant dans l'Eikenberg, à une cinquantaine de kilomètres de l'arrivée, il dépose ensuite, les uns après les autres, les échappés du jour, et arrive seul à Gand, comme lors de sa victoire en 2006. Quelques jours plus tard, il remporte Le Samyn et, à la fin du mois, il monte sur le podium de Milan-San Remo et de la Flèche brabançonne. En juillet, il se classe deuxième de la première étape du Tour de France à Plumelec, derrière Alejandro Valverde. Ayant décliné la sélection en raison notamment d'un parcours ne correspondant pas à ses qualités, il ne participe pas aux Jeux olympiques de Pékin en août.
Début octobre, il se présente comme un outsider au départ de la classique Paris-Tours, où il s'est déjà illustré les années précédentes en attaquant dans le final, ne se faisant reprendre qu'à quelques centaines de mètres de la ligne. Une nouvelle fois, il est à l'attaque dans les derniers kilomètres, et grâce au travail de son coéquipier Mickaël Delage — sorti quelques kilomètres plus tôt en compagnie de trois coureurs — dans la dernière ligne droite, remporte la « classique aux feuilles mortes », pour sa dernière course sous le maillot de La Française des jeux. En effet, Gilbert a signé en juin un contrat de trois ans avec l'équipe Silence-Lotto. Il quitte ainsi en fin de saison l'équipe avec laquelle il a commencé sa carrière professionnelle.

### 2009-2011: chez Omega Pharma-Lotto

#### 2009: Paris-Tours et le Tour de Lombardie

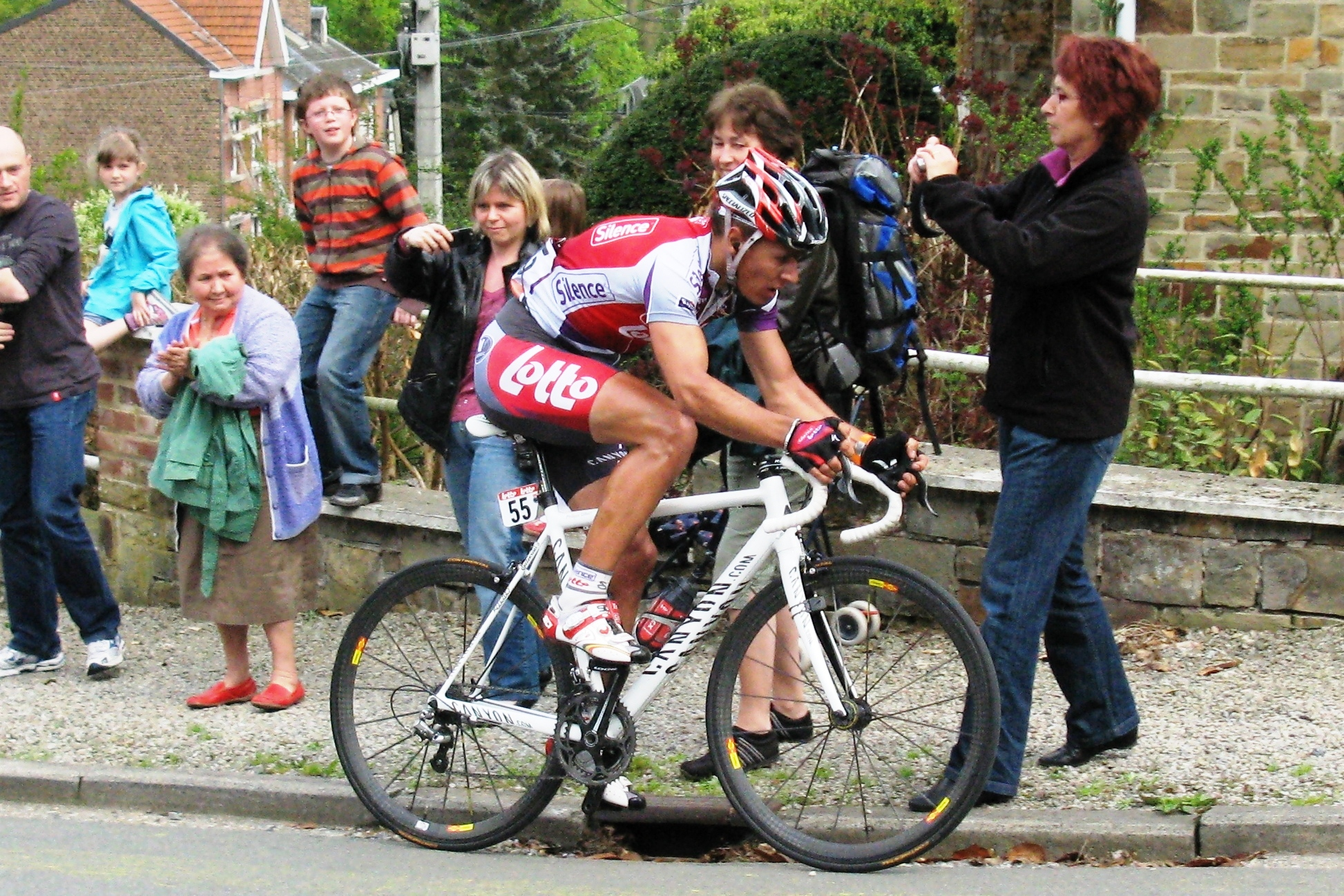
Philippe Gilbert lors de Liège-Bastogne-Liège 2009 dans la côte de la Roche-aux-faucons

La saison 2009 de Philippe Gilbert commence par un abandon au Grand Prix la Marseillaise. Lors de Paris-Nice, il est contraint à l'abandon au cours de la cinquième étape en raison de douleurs musculaires. Il mettra ces douleurs sur le compte d'une mauvaise adaptation au matériel de sa nouvelle équipe.
Lors de Milan-San Remo, le premier grand objectif de sa saison, il s'accroche dans la Cipressa et dans le Poggio pour basculer vers San Remo tout proche du groupe de tête. Il ne peut cependant pas disputer le sprint remporté par Mark Cavendish et se classe 23e. La forme de Gilbert s'améliore alors progressivement en vue des classiques flandriennes. On le retrouve notamment à l'attaque lors de la Flèche brabançonne où il prend la neuvième place. Au Tour des Flandres, il se montre à son avantage dans le Mur de Grammont et dans le Bosberg en accélérant en tête du groupe des favoris. Néanmoins, c'est Stijn Devolder, échappé à une vingtaine de kilomètres de l'arrivée qui remporte le Tour des Flandres, Philippe Gilbert terminant sur le podium en réglant ce qu'il restait du peloton. Il fait alors l'impasse sur Paris-Roubaix pour mieux se concentrer sur les classiques ardennaises. Il prend la quatrième place de l'Amstel Gold Race aux Pays-Bas. Il prend part dans la foulée à la Flèche wallonne où il termine loin du vainqueur Davide Rebellin. Arrive alors la « doyenne », Liège-Bastogne-Liège, la course qui fait rêver Gilbert, originaire de Remouchamps au pied de la célèbre côte de La Redoute. Il attaque à une trentaine de kilomètres de l'arrivée et aborde la côte de la Roche aux Faucons seul. Il ne peut rien faire face au retour d'Andy Schleck qui le dépasse et part seul vers la victoire à Liège. Gilbert termine quatrième, battu au sprint pour la troisième place par Rebellin, dont le contrôle positif aux Jeux olympiques de Pékin en 2008 est annoncé quelques jours plus tard.
Il décide alors de faire le Tour d'Italie plutôt que le Tour de France; Giro sur lequel il remporte l'avant-dernière étape sur les hauteurs d'Anagni après avoir attaqué peu avant la flamme rouge. S'ensuivent une victoire d'étape et du classement général au Ster Elektrotoer aux Pays-Bas et une deuxième place au championnat de Belgique derrière Tom Boonen. Après un stage d'entrainement à Livigno, il reprend la compétition fin juillet au Tour de Wallonie avant de prendre la direction d'Assen, aux Pays-Bas, pour le grand départ du Tour d'Espagne, tremplin en vue de peaufiner sa condition avant les Mondiaux.
Lors de la course en ligne des championnats du monde à Mendrisio, il ne parvient pas à prendre la bonne échappée au pied de la dernière difficulté et se classe sixième. Il concrétise sa forme en étant invaincu dans les quatre courses disputées ensuite : il remporte en dix jours la Coppa Sabatini, Paris-Tours en devançant Boonen au sprint, le Tour du Piémont et le Tour de Lombardie. Il reçoit le Trophée national du Mérite sportif 2009. Il est aussi élu Sportif de l'Année par la presse sportive belge.

#### 2010: l'Amstel Gold Race et le Tour de Lombardie
En 2010, il termine neuvième de Milan-San Remo après avoir lancé la bagarre dans le Poggio. Trois semaines plus tard, il termine une nouvelle fois troisième du Tour des Flandres.
Lors de l'Amstel Gold Race aux Pays-Bas, il s'adjuge la victoire à l'issue d'une accélération dans la dernière ascension et apporte à son équipe sa première victoire de la saison. Le lendemain, il annonce qu'il prolonge son contrat avec Omega Pharma-Lotto de deux ans. Gilbert poursuit sa campagne ardennaise avec une 6e place sur la Flèche wallonne, à une dizaine de secondes du vainqueur Cadel Evans. Fort de ces bons résultats, le coureur belge est annoncé comme le principal favori de Liège-Bastogne-Liège en fin de semaine, une course qu'il avoue rêver de gagner. Il y termine quatrième comme lors de l'édition précédente, battu par Alejandro Valverde dans le sprint pour une place sur le podium. Ce dernier étant finalement suspendu, Gilbert récupère la troisième place. Il prend la tête du classement mondial. Il perd sa place de leader à la suite de la victoire de Valverde lors du Tour de Romandie. Après le déclassement de l'Espagnol, il récupère sa place de numéro 1, mais il la cède à Cadel Evans fin mai.
Son objectif suivant est le Tour de Suisse 2010. Pour cela, il se prépare sur le Tour de Belgique. Il remporte la première étape et est longtemps à la lutte pour la victoire finale. Il termine finalement quatrième de son tour national. Il rate son Tour de Suisse qu'il abandonne lors de la septième étape. À la fin du mois, il termine une nouvelle fois deuxième du championnat de Belgique sur route, étant devancé cette fois-ci par Stijn Devolder qui s'impose en solitaire.
En préparation des championnats du monde, il remporte la troisième et la dix-neuvième étape du Tour d'Espagne et est durant cinq jours maillot rouge de l'épreuve. Favori des Mondiaux de Melbourne,, il avoue s'y préparer depuis plusieurs mois : « Je suis à 100 %. Je me suis préparé comme jamais. Depuis quatre mois, tout ce que je fais, je le fais en pensant aux Mondiaux. » Lors de la course, il attaque lors de la première montée du dernier tour et se retrouve seul en tête. Cependant, seul et face au vent, il ne résiste pas au peloton et est rattrapé à 3 kilomètres de l'arrivée. Il termine finalement dix-huitième.
À la suite du championnat du monde, il remporte pour la deuxième année consécutive le Tour du Piémont et le Tour de Lombardie. Cette dernière classique se dispute dans le froid, la pluie et le brouillard. Philippe Gilbert termine deuxième du classement mondial UCI.
Fin novembre, il annonce qu'il participera au Tour de France 2011.
Durant l'hiver 2010, Philippe Gilbert annonce ses principaux objectifs pour 2011 qui sont comme les années précédentes les classiques flandriennes et ardennaises.

#### 2011: l'année Gilbert

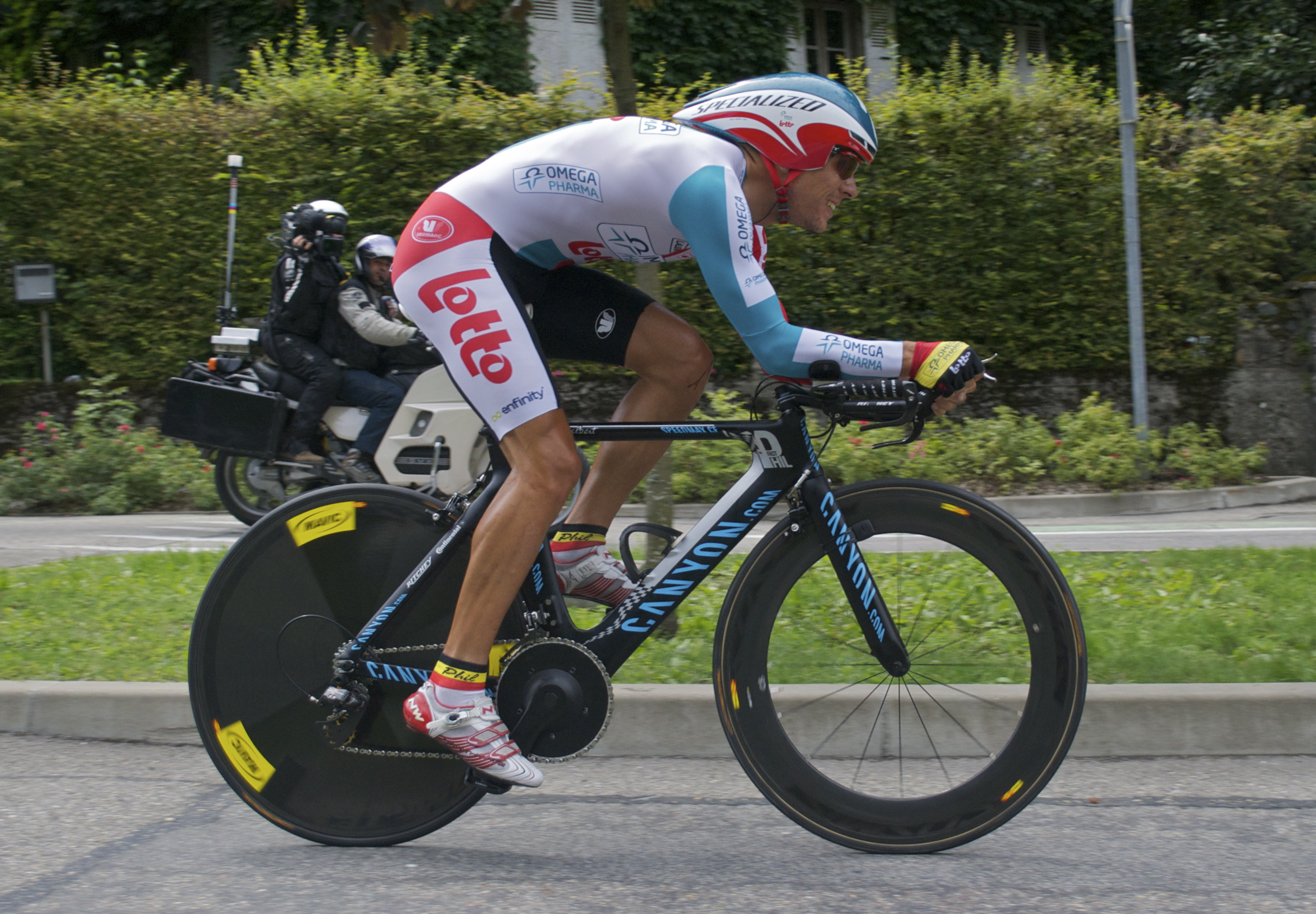
Philippe Gilbert lors de la du Tour de France 2011

En début de saison, il remporte une étape du Tour de l'Algarve, le Monte Paschi Strade Bianche et une étape de Tirreno-Adriatico puis se classe troisième de Milan-San Remo. En avril, il termine neuvième du Tour des Flandres. Dans sa préparation pour les classiques ardennaises, il gagne la Flèche brabançonne. Quatre jours après ce succès, il remporte pour la deuxième année consécutive l'Amstel Gold Race en devançant Joaquim Rodríguez de deux secondes au terme de la montée finale du Cauberg. Trois jours plus tard, il gagne la Flèche wallonne au sommet du Mur de Huy, à nouveau devant Joaquim Rodríguez. Le dimanche suivant, il remporte Liège-Bastogne-Liège en battant au sprint les frères Fränk et Andy Schleck. Il gagne ainsi les trois classiques ardennaises la même année, ce que seul l'Italien Davide Rebellin avait fait auparavant, en 2004. Fin mai, pour son retour à la compétition, il termine deuxième du prologue du Tour de Belgique derrière Lieuwe Westra puis il remporte le samedi l'étape-reine ainsi que le classement général. Le 18 juin, il remporte la quatrième étape du Ster ZLM Toer devant Niki Terpstra et endosse le maillot jaune de leader. Il remporte l'épreuve le lendemain.
Le 26 juin, il devient, pour la première fois de sa carrière, champion de Belgique sur route en s'imposant en solitaire sur le circuit de Hooglede-Gits devant Gianni Meersman (FDJ) et Jelle Wallays (Topsport Vlaanderen-Mercator).
Le 2 juillet, pour la première fois, il remporte la première étape du Tour de France au Mont des Alouettes et par la même occasion, il endosse le maillot jaune de leader du classement général ainsi que les maillots vert et à pois. Il perd le maillot jaune le lendemain, à l'issue d'un contre-la-montre par équipes. Le 6 juillet, il termine deuxième de la cinquième étape du Tour de France derrière Mark Cavendish et devant José Joaquín Rojas. Le 6 juillet, il termine septième de la sixième étape qui s'est achevée au sprint. Il conserve le maillot vert pour un point. Le 9 juillet, il termine deuxième de la huitième étape derrière Rui Costa. Il reprend le maillot vert à José Joaquín Rojas. Quelques jours plus tard, il perd le maillot vert au profit de Mark Cavendish.
Le 30 juillet, peu après le Tour de France, Gilbert remporte la Classique de Saint-Sébastien, devant le vainqueur de l'édition 2009 Carlos Barredo, qui sera par la suite déclassé, et son ancien équipier Greg Van Avermaet. En août, il participe à l'Eneco Tour qu'il termine à la deuxième place après avoir remporté la quatrième étape. Le lendemain, il remporte le championnat de Belgique du contre-la-montre. Alors que son équipe fusionnera pour la saison 2012 avec Quick Step, il annonce qu'il rejoindra l'équipe américaine BMC Racing.
Le vendredi 9 septembre, il gagne la deuxième édition du Grand Prix cycliste de Québec en devançant Robert Gesink. Deux jours plus tard, il est troisième du Grand Prix cycliste de Montréal. Dans sa quête de victoires en 2011, trois jours après sa troisième place à Montréal, il remporte le Grand Prix de Wallonie en devançant Julien Simon (Saur-Sojasun) et Björn Leukemans (Vacansoleil-DCM) après 203,1 km de course. Huitième du Tour de Lombardie en octobre, il termine la saison à la première place du classement mondial.
Fin octobre, Philippe Gilbert se voit décerner le Vélo d'or 2011, récompensant sa saison.

### 2012-2016: chez BMC Racing

#### 2012: champion du monde sur route

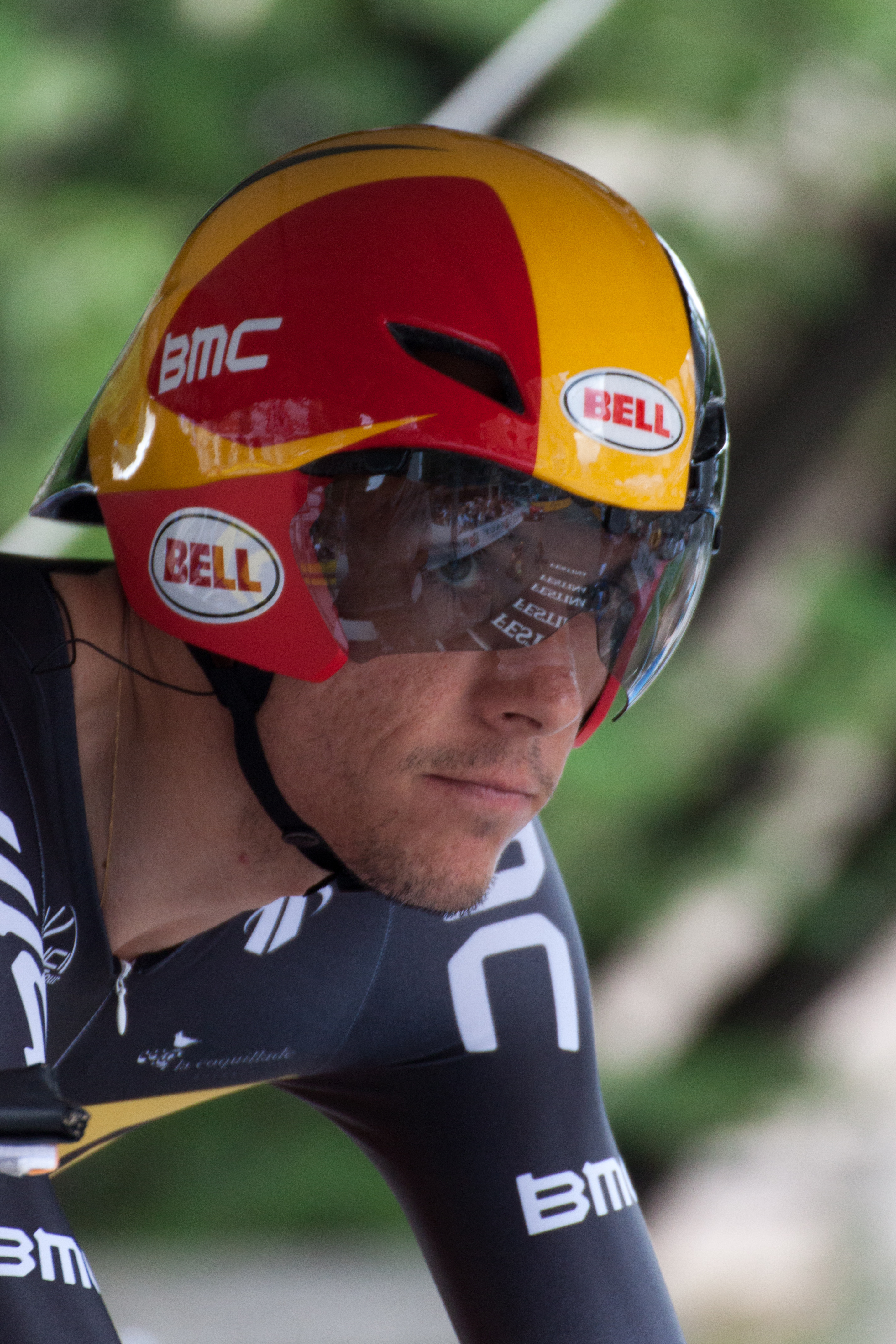
Philippe Gilbert au départ du prologue du Critérium du Dauphiné 2012

Philippe Gilbert commence sa saison début février par le Tour du Qatar, qu'il finit à la 22e place, pendant que son compatriote Tom Boonen remporte l'épreuve. Une semaine plus tard, il se présente sur le Tour du Haut-Var et prend la quinzième place au classement général. Le 25 février, il participe à sa première course de l'année sur le territoire belge, la classique flamande du Circuit Het Nieuwsblad. Il figure parmi les favoris mais déçoit en finissant 31e, victime d'une crevaison à un moment crucial de la course.
Le 3 mars, il a bien l'intention de défendre son titre acquis à la Montepaschi Strade Bianche en 2011 dans les rues de Sienne mais il termine la course à la 48e place, loin du vainqueur Fabian Cancellara. Des inquiétudes commencent alors à se faire sentir et la presse, tout comme ses supporters, s'interrogent sur son état de forme.
Quatre jours plus tard, il prend le départ de Tirreno-Adriatico pour « travailler [sa] condition ». Il est cependant lâché dès le contre-la-montre par équipes du premier jour et abandonne à la veille de l'arrivée, malade et fiévreux, officiellement à la suite de maux de dents persistants l'ayant affaibli.
Le 17 mars, Milan-San Remo marque la première course des classiques printanières, qui se terminent le 21 avril par Liège-Bastogne-Liège. Lors de Milan-San Remo, Philippe Gilbert se montre à son avantage en tête de peloton. Il ne peut éviter une chute dans la descente de la Cipressa à une vingtaine de kilomètres de l'arrivée, l'entraînant à son tour sur le bitume. Il parvient cependant à terminer la course en 87e position.
Le 23 mars, il est de retour en Belgique pour le Grand Prix E3, qu'il ne termine pas. Dans la foulée, il termine à la 39e position de Gand-Wevelgem.
Sa saison des classiques flamandes s'achève le 1er avril, avec le Tour des Flandres. Sur un nouveau parcours, il tente de dynamiter la course à 49 km de l'arrivée dans le Kruisberg mais est finalement repris et rallie l'arrivée à la 75e place.
Le début des classiques ardennaises marque son retour en forme. Il débute avec un douzième place à la Flèche brabançonne. Quatre jours plus tard, il se présente sur les routes du futur championnat du monde, à l'Amstel Gold Race, une course dont il est le double tenant du titre. Il prend ses responsabilités dans l'ultime ascension du Cauberg, afin de revenir sur Óscar Freire mais coince et termine sixième. Il confirme sa forme ascendante lors de la Flèche wallonne, au sommet du Mur de Huy, en décrochant son premier podium de la saison. Lors de Liège-Bastogne-Liège, il franchit la ligne d'arrivée en 15e position.
Après avoir pris part au Tour de France, Philippe Gilbert est sélectionné pour les Jeux Olympiques de Londres. Après avoir tenté sa chance en solitaire à quelques dizaines de kilomètres de l'arrivée, il est repris par un premier peloton au sein duquel il termine la course en 19e position.
Il finit par accrocher une victoire à son tableau de chasse lors du Tour d'Espagne, où il remporte la neuvième étape au sommet du Montjuïc, à Barcelone. Il s'échappe avec l'Espagnol Joaquim Rodríguez au sommet de la dernière bosse de la journée et bat ce dernier lors d'un sprint à deux. Il se distingue une seconde fois au cours de cette Vuelta, comme en 2010, en remportant la 19e étape à La Lastrilla. Au terme d'un sprint en côte, il devance sur la ligne d'arrivée l'Espagnol Alejandro Valverde. Le 16 septembre, il prend la deuxième place du championnat du monde du contre-la-montre par équipes avec BMC Racing, à trois secondes des vainqueurs, Omega Pharma-Quick Step.

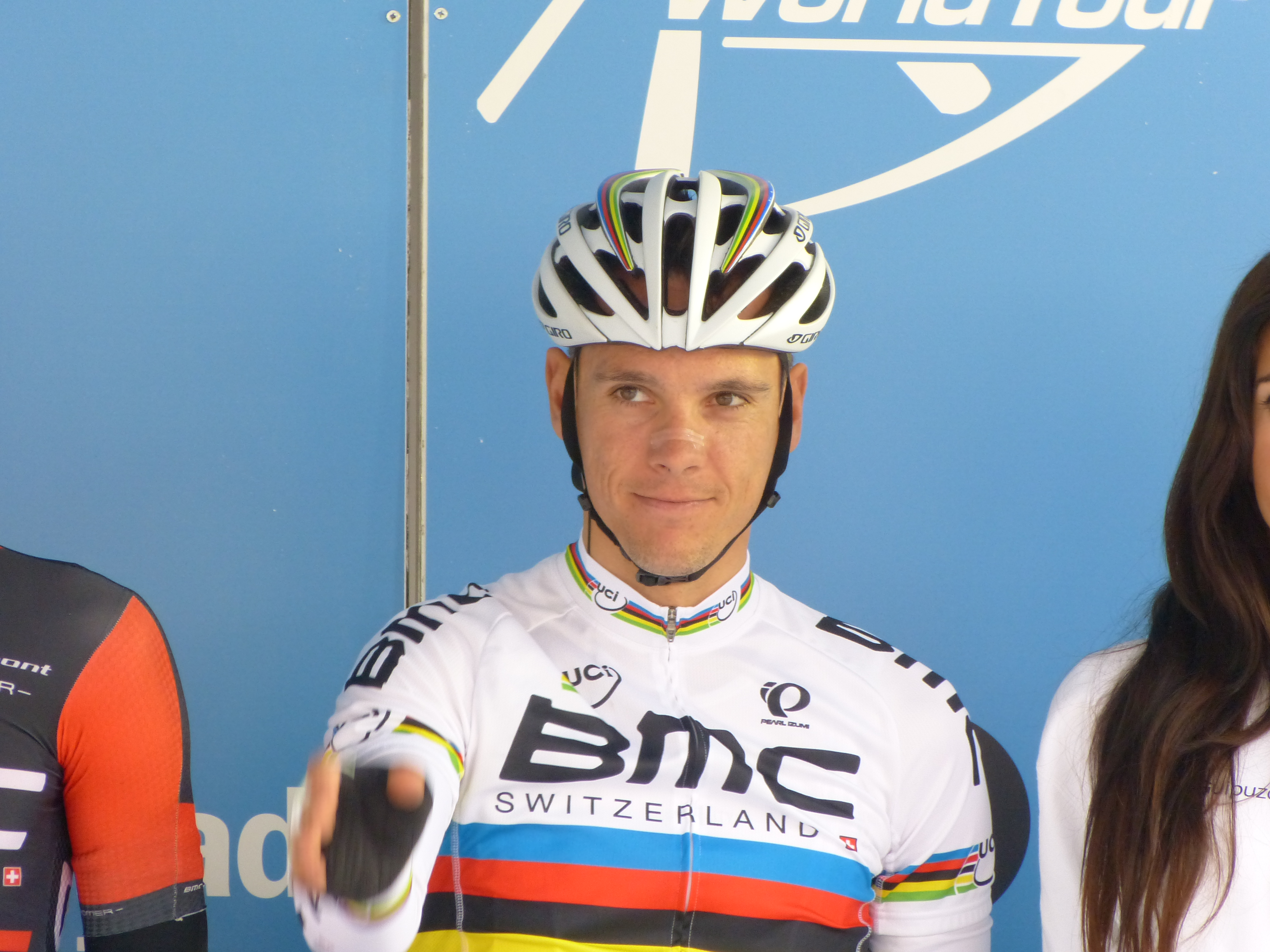
Philippe Gilbert lors du Tour du Pays basque 2013.

Le 23 septembre, Philippe Gilbert remporte la course en ligne des championnats du monde en devançant le Norvégien Edvald Boasson Hagen et l'Espagnol Alejandro Valverde de 4 secondes à la suite d'une échappée en solitaire lors de la montée de la dernière difficulté de la course : le Cauberg. Il revêtit ce jour-là le maillot arc-en-ciel de champion du monde pour la première fois de sa carrière.
Lors de la dernière course de sa saison, le Tour de Lombardie, il est contraint à l'abandon à la suite d'une chute survenue à 70 km de l'arrivée, dans la descente du col de Sormano.

#### 2013: une seule victoire
En 2013, il reprend la compétition en Australie lors du Tour Down Under. Le 17 mars, comme l'année précédente, il aborde Milan-San Remo avec de l'ambition. Au cours d'une course particulière, il tente sa chance dans la descente de la Cipressa mais se relève et finit la course à la 32e place, à 14 secondes du vainqueur Gerald Ciolek. Lors du Tour d'Espagne, il remporte la douzième étape à Tarragone, devançant Edvald Boasson Hagen au terme d'un sprint en légère côte. Ce sera sa sera sa seule victoire de la saison et donc sa seule victoire dans sa tunique de champion du monde cette année là. Il réalise toutefois plusieurs places d'honneur comme lors de la Flèche brabançonne où il se présente à l'arrivée en compagnie du seul Peter Sagan qui le règle au sprint. Il termine septième et premier belge à Liège-Bastogne-Liège à 18 secondes du vainqueur Dan Martin. Il obtient un podium pour le classement général ainsi que pour deux étapes (chaque fois troisième) du Tour de Belgique.

#### 2014: triplé à l'Amstel
Le 16 avril, Philippe Gilbert glane son premier succès de la saison en s'adjugeant la Flèche brabançonne où il devance au sprint l'Australien Michael Matthews et le Français Tony Gallopin. Quatre jours plus tard, le jour de Pâques, il remporte sa troisième Amstel Gold Race en démarrant dans la dernière ascension du Cauberg et en terminant en solitaire devant son compatriote Jelle Vanendert, Simon Gerrans et Alejandro Valverde, une sorte de remake de l'arrivée du Championnat du monde 2012. Au mois de juin, Philippe Gilbert gagne pour la troisième fois le Ster ZLM Toer, dont il s'adjuge également deux étapes.
Il est sélectionné pour la course en ligne des championnats du monde et termine septième de l'épreuve organisée à Ponferrada en Espagne, après s'être sacrifié pour son coéquipier Greg Van Avermaet, ayant plus de chance de s'imposer au sprint. En fin de saison, il gagne la 2e étape et le classement général du Tour de Pékin. Il devance à cette occasion Daniel Martin et le coureur colombien Esteban Chaves.

#### 2015: deux étapes au Tour d'Italie
Philippe Gilbert est en 2015 deuxième du Tour du Haut-Var, troisième de la Flèche brabançonne, dixième de l'Amstel Gold Race. Aligné ensuite au Tour d'Italie, il en remporte les douzième et dix-huitième étapes ainsi que le Prix de la combativité. Participant ensuite au Tour de Suisse, il ne prend pas le départ de la quatrième étape. Des examens médicaux révèlent alors qu'il est atteint d'une fracture de la tête du tibia droit qui remonterait à une chute lors de la Flèche wallonne et qui ne le gênait pas lors des compétitions. Cette blessure l'empêche de figurer sur le Tour de France. Pour la suite de sa saison, il déclare viser les Championnats du monde sur route et le Tour de Lombardie. Durant l'été il remporte le Grand Prix Pino Cerami et la troisième étape du Tour de Wallonie. Il est aussi deuxième de la Classique de Saint-Sébastien et quatrième de l'Eneco Tour. Gilbert est sélectionné pour la course en ligne des championnats du monde de Richmond. Il y est un des trois chefs de file belges avec son coéquipier Greg Van Avermaet ainsi que Tom Boonen.

#### 2016: champion de Belgique sur route
Gilbert remporte le Tour de Murcie au sprint devant Alejandro Valverde. Troisième de la Volta Limburg Classic au début du mois d'avril, sa saison est ensuite perturbée quelques jours plus tard par une échauffourée hors compétition avec un automobiliste où il se fracture le majeur de la main gauche. Contraint d'être absent de plusieurs courses, il reprend la compétition lors du Tour de Luxembourg le 1er juin, dont il remporte deux étapes. En parallèle de cette reprise, il annonce que cette saison avec BMC Racing est sa dernière. Le 26 juin, il remporte pour la seconde fois de sa carrière le titre de champion de Belgique cycliste sur route autour des Lacs de l'Eau d'Heure en battant Tim Wellens au sprint.
Le 16 août 2016, il annonce son passage chez l'équipe Quick-Step Floors de Patrick Lefevere pour l'année 2017.

### 2017-2019: chez Quick-Step

#### 2017: succès sur le Tour des Flandres et quatrième Amstel Gold Race

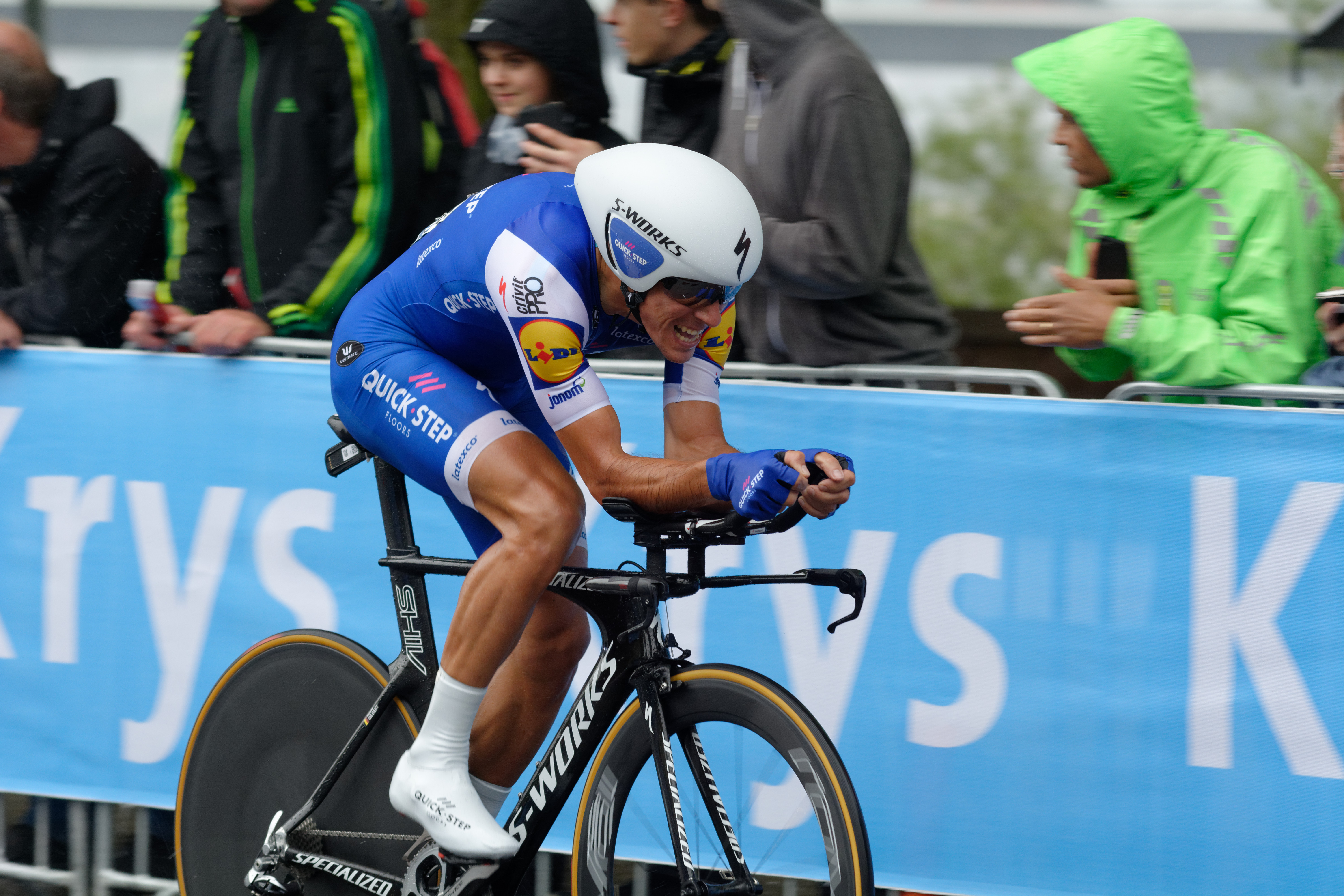
Philippe Gilbert sur la première étape du Tour de France 2017.

Philippe Gilbert commence sa saison lors du Tour de la Communauté valencienne. Il participe ensuite au Circuit Het Nieuwsblad puis prend part à Paris-Nice en soutien de son coéquipier Julian Alaphilippe, qu'il termine 13e. Après avoir remporté la première étape et le classement général des Trois Jours de La Panne, il gagne le 2 avril le Tour des Flandres 2017 après une échappée solitaire de plus de cinquante kilomètres et maintenant à l'arrivée une trentaine de secondes d'avance sur Greg Van Avermaet qui était donné comme favori de la course. Deux semaines plus tard, le 16 avril, il remporte l'Amstel Gold Race pour la quatrième fois de sa carrière, au sprint devant Michal Kwiatkowski, et ce malgré une chute survenue plus tôt dans la journée. À l'instar de ses coéquipiers Julian Alaphilippe et Fernando Gaviria, le coureur belge fait le choix de prolonger son contrat avec Quick-Step Floors en août.

#### 2018: au service de son équipe
La première partie de l'année 2018 se passe sans succès personnel mais Philippe Gilbert se met fréquemment au service de ses coéquipiers de la Quick Step leur permettant par sa stratégie de course de remporter de nombreuses victoires comme Niki Terpstra au Grand Prix de l'E3 et au Tour des Flandres ou encore Yves Lampaert au championnat de Belgique sur route.
Lors de la seizième étape du tour de France, Philippe Gilbert quitte l'échappée dans laquelle il se trouvait pour prendre la tête de la course. Seul en tête, il chute dans la descente du col de Portet-d'Aspet. Sa chute, qui le voit passer par-dessus un parapet et tomber en contrebas, est dans un premier temps bien qu'impressionnante sans gravité apparente, Gilbert reprenant la course et finissant l'étape. Toutefois, son équipe annonce son abandon peu de temps après l'arrivée, des examens complémentaires indiquant qu'il souffre d'une fracture de la rotule gauche.
Gilbert reprend la compétition le 23 septembre lors du Grand Prix d'Isbergues, une course disputée dans des conditions météorologiques difficiles. Gilbert s'échappe dans les derniers kilomètres en compagnie de Christophe Laporte et le domine au sprint pour remporter sa première et seule victoire de l'année.

#### 2019: victoire sur Paris-Roubaix
Philippe Gilbert profite de sa course de rentrée pour remporter au sprint une étape du Tour de La Provence.
Lors de Paris-Roubaix, il fait partie de l'échappée décisive qui part à 48 kilomètres de l'arrivée. Ce groupe se compose de Gilbert et son coéquipier Yves Lampaert, de Peter Sagan, de Wout van Aert, de Sep Vanmarcke et de Nils Politt. Ce dernier et Gilbert réussissent à s'isoler en tête à 13 km du terme. Sur le vélodrome de Roubaix, le Belge devance au sprint son compagnon d'échappée. Grâce à ce succès, il devient à 36 ans le quatrième lauréat le plus âgé de l’histoire de l'Enfer du Nord et le premier Wallon à s’imposer depuis Pino Cerami en 1960. Il remporte également sa quatrième classique « Monument » différente. Il ne lui manque plus que Milan-San Remo. Il est également le premier coureur de moins de 70 kilos à s'imposer sur Paris-Roubaix depuis Servais Knaven en 2001.
Il est deuxième de la première étape du Critérium du Dauphiné, derrière Edvald Boasson Hagen.
Il n'est pas sélectionné par son équipe pour une participation au Tour de France dont le départ se situe à Bruxelles. Par contre, il participe au Tour d'Espagne où il remporte les 12e et 17e étapes. Il achève cette dernière à une vitesse moyenne de 50,628 km/h sur une distance de 219,6 km, la plus haute moyenne sur une distance supérieure à 200 km, ce qui lui vaut le Ruban jaune.

### 2020-2022: fin de carrière chez Lotto-Soudal
Déçu par sa non-sélection pour le Tour de France 2019 et désirant obtenir un nouveau contrat de plus d'une saison, Philippe Gilbert quitte l'équipe Quick-Step pour s'engager pour trois saisons avec Lotto-Soudal avec comme but ultime de remporter Milan-San Remo, seul « Monument » manquant à son palmarès. En février, il est huitième du Circuit Het Nieuwsblad, mais la saison est interrompue en raison de la pandémie de Covid-19. Lors de la reprise en août, il doit se contenter de la neuvième place sur Milan-San Remo et termine deuxième d'une étape du Tour de Wallonie. Lotto-Soudal le sélectionne, avec 4 de ses compatriotes, pour le Tour de France, qui se déroule à partir de la fin du mois d'août. Lors de cette Grande Boucle, Gilbert subit une chute au cours de la première étape. Il la termine mais une fracture de la rotule gauche lui est diagnostiquée, entraînant son retrait de la course. Il reprend la compétition deux semaines plus tard lors du Tour de Luxembourg. Néanmoins, insuffisamment remis et souffrant toujours du genou, il doit renoncer au Tour des Flandres et à Paris-Roubaix, deux courses reportées au mois d'octobre en raison de la pandémie,.
En 2021, il se classe onzième de l'Étoile de Bessèges, puis cinquième du Circuit Het Nieuwsblad, où il arrive dans le groupe qui se joue la gagne. En préparation pour le Tour de France, il est onzième du Tro Bro Leon et du Tour de Belgique. Après un Tour décevant, il termine en fin de saison quatrième de la Brussels Cycling Classic, puis dans le top 30 de Paris-Roubaix
La participation de Gilbert à Milan-San Remo 2022 est sa dix-huitième sur cette épreuve, ce qui constitue un record qu'il partage avec Wladimiro Panizza. Le 5 mai, il remporte sa première victoire depuis son retour dans l'équipe Lotto-Soudal à l'occasion de la troisième étape des Quatre Jours de Dunkerque. Il s'impose à l'arrivée dans un sprint en montée. Il s'empare du maillot rose de leader au terme de l'étape-reine de Cassel et conserve la première place du classement général à l'issue de la sixième et dernière étape, remportant ainsi sa 80e victoire professionnelle. Le 26 mai, il termine troisième du Circuit de Wallonie et décroche le dernier podium de sa carrière. Il arrête sa carrière à plus de 40 ans à l'issue de Paris-Tours qu'il termine à la 27e place.

## Style et personnalité
Outre son français natal, Philippe Gilbert parle couramment l'anglais, le néerlandais et l'italien.
Il se décrit comme un coureur polyvalent. Capable de gagner n'importe quelle classique, il est le seul coureur du XXIe siècle à avoir remporté quatre des cinq classiques « Monuments ». Il a également remporté Paris-Tours (la classique des sprinteurs) et une étape de moyenne montagne du Tour d'Italie. En 2017, il devient le troisième coureur après Eddy Merckx (1975) et Jan Raas (1979) à remporter le Tour des Flandres et l'Amstel Gold Race la même année.
Redoutable puncheur, il est un des deux coureurs, avec Davide Rebellin, à avoir gagné les trois classiques ardennaises la même saison. Avec l'âge, il devient plus un coureur adapté aux efforts plus longs et plus plats de Paris-Roubaix qu'aux ascensions de Liège-Bastogne-Liège et du Tour de Lombardie.

## Vie privée
Philippe Gilbert est originaire de Remouchamps, localité de la province de Liège connue pour abriter la côte de La Redoute, l'une des difficultés majeures de la course cycliste Liège-Bastogne-Liège. Il vit à Monaco.
Marié en 2010 à Patricia Zeevaert (née en 1989), ils sont les parents de deux fils, Allan et Alexandre. Depuis 2018, il est en couple avec Bettina Pesce, originaire de Manosque. Ils se marient en mai 2022 après avoir eu une petite fille en 2021.
Son frère, Jérôme, est également cycliste professionnel de 2012 à 2015. Ils se sont affrontés pour la première fois lors du Tour de Belgique 2012 après avoir échoué à le faire lors de Liège-Bastogne-Liège, leur « classique à la maison », Jérôme n'étant finalement pas au départ.

## Autres activités et après-carrière
Philippe Gilbert possède un magasin de vélos à Monaco, « The Bikeshop by Philippe Gilbert ».
Il est bénéficiaire d'un système d'optimisation fiscale permettant à des coureurs d'optimiser leurs revenus grâce à des sociétés basées dans des paradis fiscaux.
Le 26 octobre 2013, lors de la journée des supporters de Gilbert, le Square Philippe Gilbert — une place à Aywaille qui porte son nom — est officiellement inauguré.
Durant les dernières années de sa carrière, il est élu par les coureurs à la commission des athlètes de l'Union cycliste internationale et il met l'accent sur la sécurité des coureurs en course.
En 2018, il commente les mondiaux pour Eurosport. Il devient consultant pour cette chaîne en 2023, l'année suivant la fin de sa carrière. Il rejoint aussi le journal L'Équipe ainsi que son site internet à partir de mars 2023.
En octobre 2023, il participe au premier championnat d'Europe de gravel, qu'il termine à la 54e place.
En mars 2024, il participe au Critérium de Monaco - Trophée Jean-Luc Schopf, qu'il termine à la 12e place.

## Palmarès et résultats

### Palmarès amateur
| - 1999 - 3e étape du Tour de Basse-Saxe - 2e étape de la Course de la Paix juniors - 2000 - Tour de Haute-Autriche juniors - 2e étape du Tour de Toscane juniors - Tour de Cantabrie juniors : - Classement général - 5e étape - 2e de la Route de l'Avenir - 2001 - Trophée de Hesbaye - Tour de Haute-Autriche : - Classement général - 1re étape - 2e du Tour de Namur - 3e du Grand Prix Soluver | - 2002 - Champion de Wallonie - Champion provincial de Liège - Romsée-Stavelot-Romsée - Triptyque ardennais : - Classement général - 3e étape - 6e étape du Tour du Loir-et-Cher - 1re étape du Triptyque des Barrages - 2e des Boucles catalanes - 2e du Circuit méditerranéen - 2e du championnat de Belgique sur route espoirs - 2e du Tour du Loir-et-Cher - 2e du Triptyque des Barrages - 3e du Tour de Liège - 9e du championnat du monde sur route espoirs |

### Palmarès professionnel

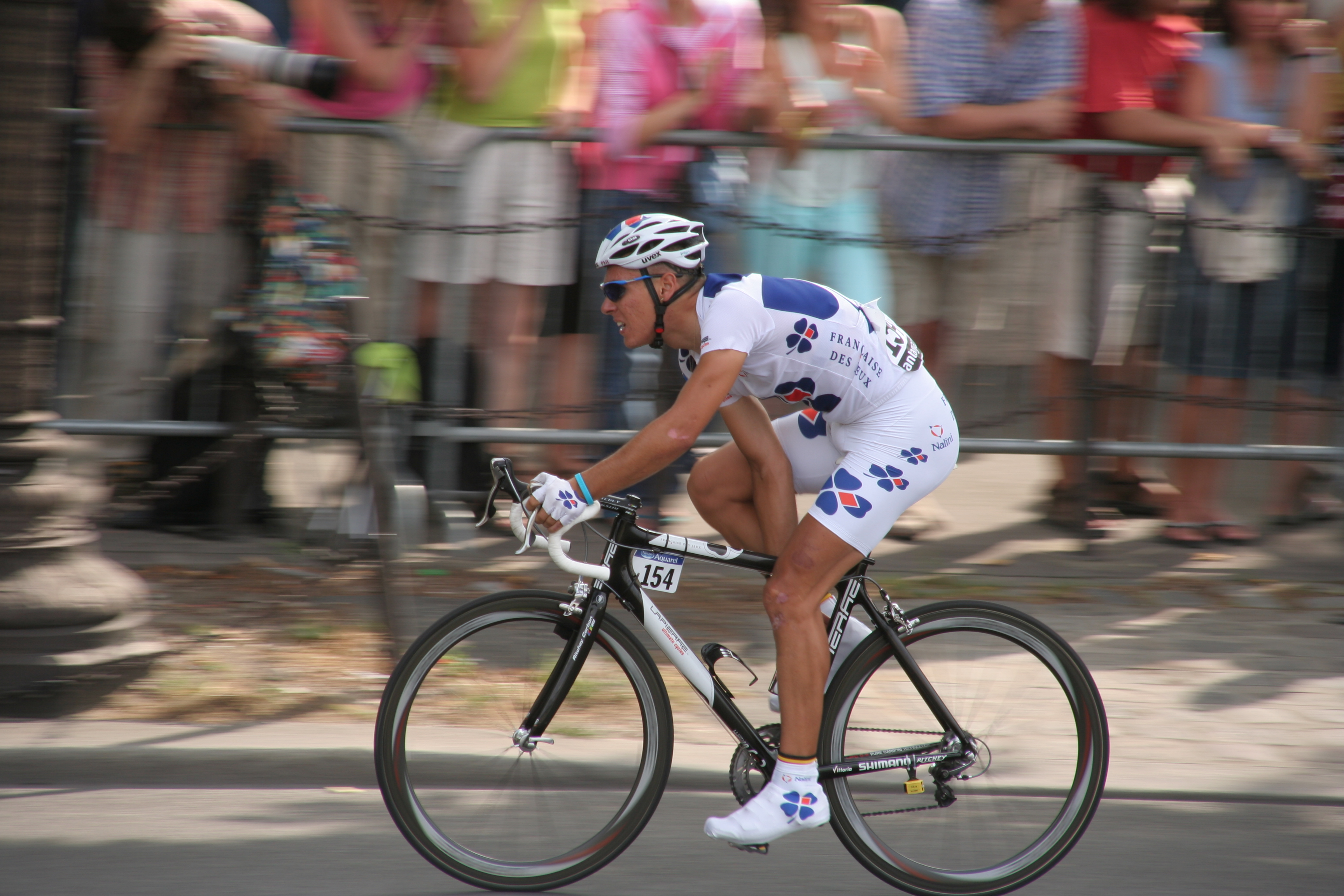
En 2006.

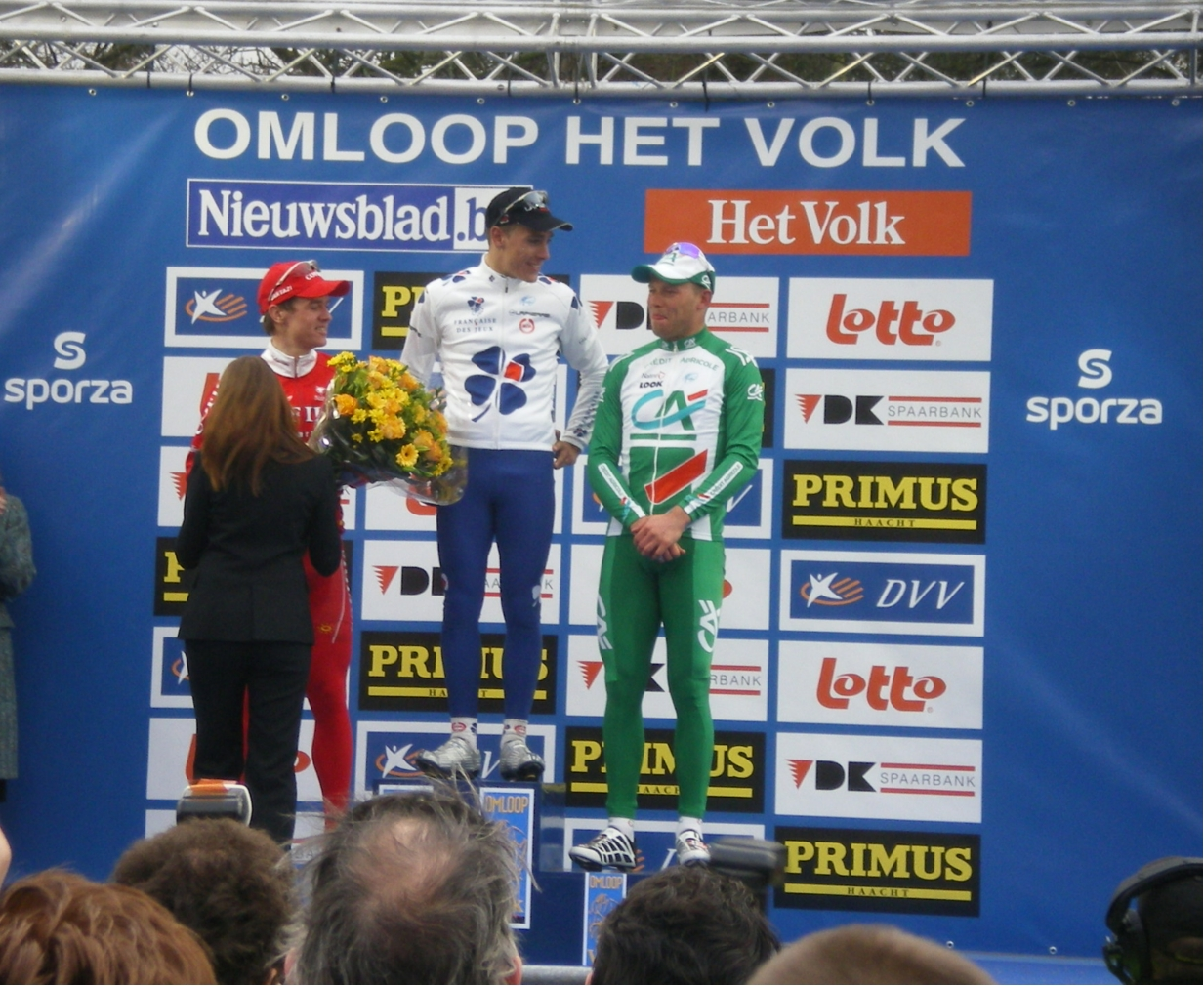
En 2008 sur le podium du Het Volk.

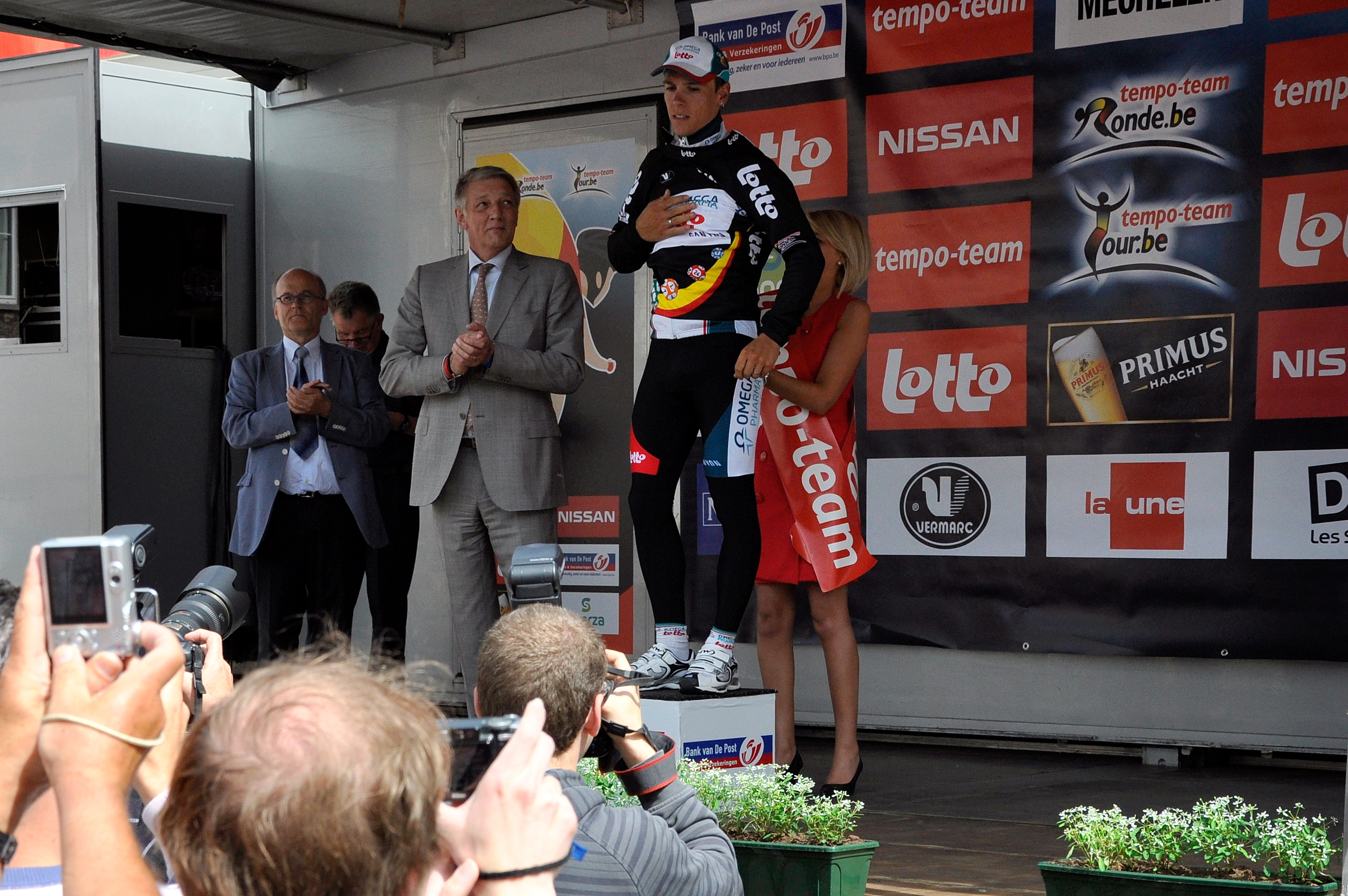
Sur le podium du Tour de Belgique 2010

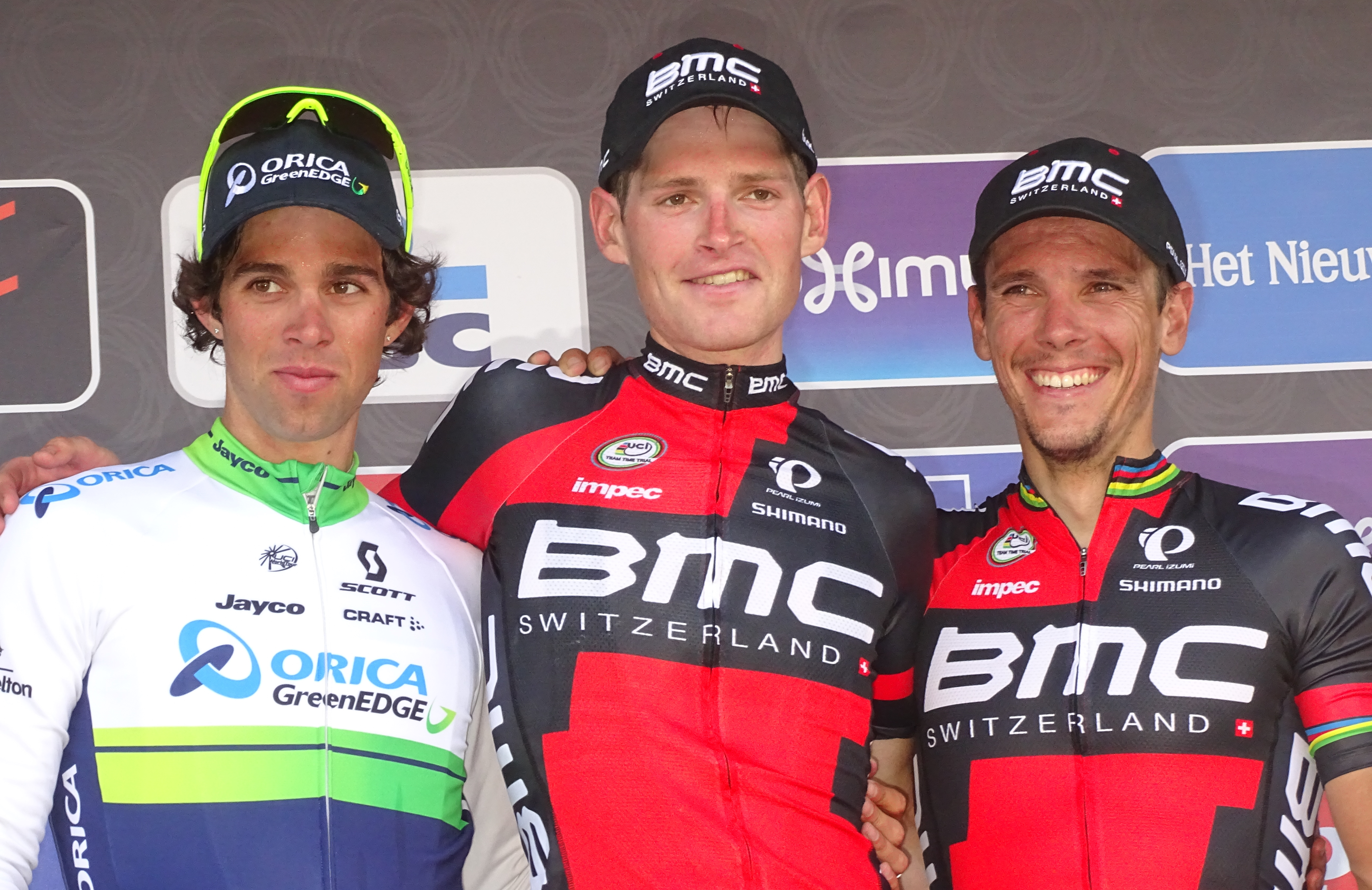
Podium de l'édition 2015 de la Flèche brabançonne : Michael Matthews (2e), Ben Hermans (1er) et Philippe Gilbert (3e).

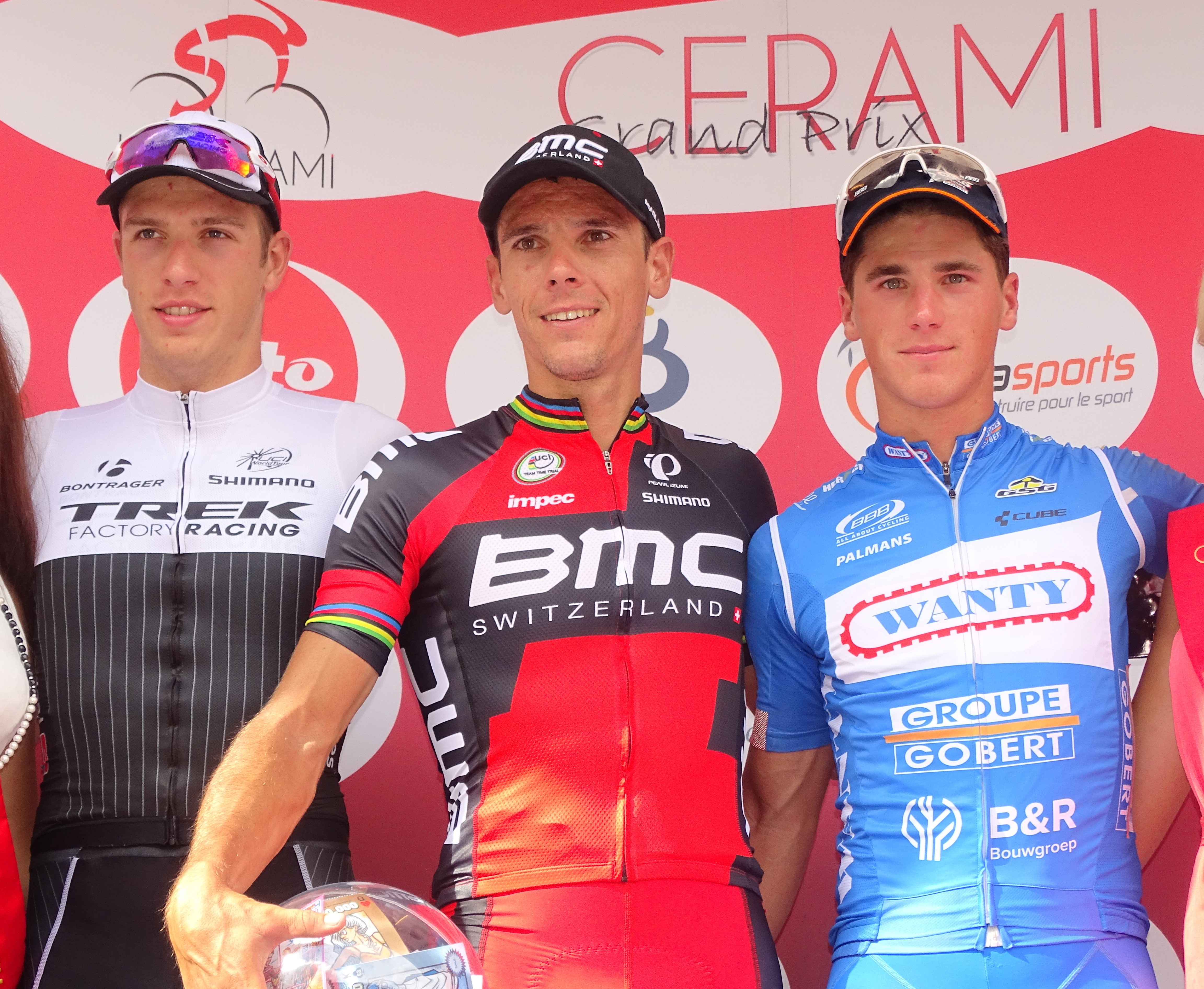
Podium de l'édition 2015 du Grand Prix Pino Cerami : Danny van Poppel (2e), Philippe Gilbert (1er) et Tom Devriendt (3e).

| - 2003 - 9e étape du Tour de l'Avenir - 2e du Tro Bro Leon - 4e du Tour de l'Avenir - 2004 - 3e étape du Tour Down Under - Paris-Corrèze - 2e de Paris-Bruxelles - 2e du Trophée des grimpeurs - 2e du Grand Prix de Wallonie - 3e du Ster Elektrotoer - 2005 - Classement final de la Coupe de France de cyclisme - 2e étape du Tour méditerranéen - Tour du Haut-Var - Trophée des grimpeurs - 2e étape des Quatre Jours de Dunkerque - Polynormande - 6e de Milan-San Remo - 2006 - Het Volk - 2e étape du Critérium du Dauphiné libéré - 7e étape de l'Eneco Tour - Grand Prix de Fourmies - Grand Prix de Wallonie - 2e du Grand Prix d'ouverture La Marseillaise - 2e du championnat de Belgique sur route - 2e du Grand Prix d'Isbergues - 2e du Samyn - 2e du Trophée des grimpeurs - 4e de l'Eneco Tour - 2007 - 1re étape du Tour du Limousin - 2e du championnat de Belgique de contre-la-montre - 2e du Samyn - 2e de la Ruddervoorde Koerse - 3e du championnat de Belgique sur route - 3e du Circuit franco-belge - 8e des championnats du monde sur route - 2008 - Challenge de Majorque : - Classement final - Trofeo Mallorca - Trofeo Soller - Het Volk - Le Samyn - Paris-Tours - 2e de la Flèche brabançonne - 3e de Milan-San Remo - 3e du Trofeo Pollença - 2009 - 20e étape du Tour d'Italie - Ster Elektrotoer : - Classement général - 3e étape - Coppa Sabatini - Paris-Tours - Tour du Piémont - Tour de Lombardie - 2e du championnat de Belgique sur route - 3e du Tour des Flandres - 4e de l'Amstel Gold Race - 4e de Liège-Bastogne-Liège - 6e du championnat du monde sur route - 2010 - Amstel Gold Race - 1re étape du Tour de Belgique - 3e et 19e étapes du Tour d'Espagne - Tour du Piémont - Tour de Lombardie - 2e du championnat de Belgique sur route - 3e du Tour des Flandres - 3e de Gand-Wevelgem - 3e de Liège-Bastogne-Liège - 6e de la Flèche wallonne - 9e de Milan-San Remo - 2011 - UCI World Tour - Champion de Belgique sur route - Champion de Belgique du contre-la-montre - 1re étape du Tour de l'Algarve - Monte Paschi Strade Bianche - 5e étape de Tirreno-Adriatico - Flèche brabançonne - Amstel Gold Race - Flèche wallonne - Liège-Bastogne-Liège - Tour de Belgique : - Classement général - 3e étape - Ster ZLM Toer : - Classement général - 4e étape - 1re étape du Tour de France - Classique de Saint-Sébastien - 3e étape de l'Eneco Tour - Grand Prix cycliste de Québec - Grand Prix de Wallonie - 2e de l'Eneco Tour - 3e de Milan-San Remo - 3e du Grand Prix cycliste de Montréal - 8e du Tour de Lombardie - 9e de Tirreno-Adriatico - 9e du Tour des Flandres - 2012 - Champion du monde sur route - 9e et 19e étapes du Tour d'Espagne - Médaillé d'argent au championnat du monde du contre-la-montre par équipes - 3e de la Flèche wallonne - 3e du championnat de Belgique du contre-la-montre - 6e de l'Amstel Gold Race | - 2013 - 12e étape du Tour d'Espagne - 2e de la Flèche brabançonne - 2e du championnat de Belgique du contre-la-montre - 3e du Tour de Belgique - 5e de l'Amstel Gold Race - 7e de Liège-Bastogne-Liège - 9e du championnat du monde sur route - 2014 - Flèche brabançonne - Amstel Gold Race - Ster ZLM Toer : - Classement général - 1re (contre-la-montre) et 4e étapes - Tour de Pékin : - Classement général - 2e étape - 3e de la Classic Sud Ardèche - 7e de l'Eneco Tour - 7e du championnat du monde sur route - 7e du Tour de Lombardie - 8e de Liège-Bastogne-Liège - 10e de la Flèche wallonne - 2015 - Tour d'Italie : - Prix de la combativité - 12e et 18e étapes - Grand Prix Pino Cerami - 3e étape du Tour de Wallonie - 2e du Tour du Haut-Var - 2e de la Classique de Saint-Sébastien - 3e de la Flèche brabançonne - 4e de l'Eneco Tour - 7e du Grand Prix cycliste de Québec - 9e du Grand Prix cycliste de Montréal - 10e du championnat du monde sur route - 10e de l'Amstel Gold Race - 2016 - Champion de Belgique sur route - Tour de Murcie - 2e et 4e étapes du Tour de Luxembourg - 2e du Tour de Luxembourg - 3e de la Volta Limburg Classic - 8e du championnat d'Europe sur route - 2017 - Trois Jours de La Panne : - Classement général - 1re étape - Tour des Flandres - Amstel Gold Race - 1re étape du Tour de Suisse - 2e d'À travers les Flandres - 2e du Grand Prix E3 - 9e du BinckBank Tour - 2018 - Grand Prix d'Isbergues - 2e du Samyn - 2e du Grand Prix E3 - 2e du championnat de Belgique sur route - 3e du Tour de Murcie - 3e du Tour des Flandres - 5e du Circuit Het Nieuwsblad - 2019 - 3e étape du Tour de La Provence - Paris-Roubaix - 12e et 17e étapes du Tour d'Espagne - 3e de Halle-Ingooigem - 8e du Circuit Het Nieuwsblad - 2020 - 8e du Circuit Het Nieuwsblad - 9e de Milan-San Remo - 2021 - 5e du Circuit Het Nieuwsblad - 2022 - Quatre Jours de Dunkerque : - Classement général - 3e étape - 3e du Circuit de Wallonie |

### Principales classiques et championnats du monde
Le tableau suivant présente les résultats de Philippe Gilbert lors des classiques de l'ancienne Coupe du monde et de l'UCI World Tour (ex-ProTour), ainsi qu'aux championnats du monde. Il a remporté quatre des cinq Monuments et obtenu deux podiums sur le seul Monument qu'il n'a pas gagné (Milan-San Remo).
| AB | Abandon | HD | Hors-délais | - | Pas de participation | × | Pas d'épreuve |

| Année | Milan- San Remo (Mo) | E3 BinckBank Classic | Gand-Wevelgem | Tour des Flandres (Mo) | Paris-Roubaix (Mo) | Amstel Gold Race | Flèche wallonne | Liège- Bastogne-Liège (Mo) | Classique de Saint-Sébastien | Grand Prix cycliste de Québec | Grand Prix cycliste de Montréal | Paris-Tours | Tour de Lombardie (Mo) | Championnats du monde |
| ----- | -------------------- | -------------------- | ------------- | ---------------------- | ------------------ | ---------------- | --------------- | -------------------------- | ---------------------------- | ----------------------------- | ------------------------------- | ----------- | ---------------------- | --------------------- |
| 2004  | 14e                  |                      | -             | -                      | -                  | 34e              | 69e             | 40e                        | -                            |                               |                                 | 12e         | -                      | -                     |
| 2005  | 6e                   |                      | -             | -                      | -                  | -                | -               | -                          | 44e                          |                               |                                 | 25e         | -                      | -                     |
| 2006  | 32e                  |                      | 29e           | -                      | -                  | 69e              | 21e             | 38e                        | -                            |                               |                                 | 13e         | -                      | -                     |
| 2007  | 21e                  | 7e                   | 45e           | 25e                    | 52e                | -                | 19e             | 16e                        | 84e                          |                               |                                 | 27e         | -                      | 8e                    |
| 2008  | 3e                   |                      | 62e           | 15e                    | -                  | 29e              | -               | 92e                        | Abandon                      |                               |                                 | Vainqueur   | -                      | 15e                   |
| 2009  | 23e                  |                      | -             | 3e                     | -                  | 4e               | 35e             | 4e                         | -                            |                               |                                 | Vainqueur   | Vainqueur              | 6e                    |
| 2010  | 9e                   |                      | 3e            | 3e                     | -                  | Vainqueur        | 6e              | 3e                         | 43e                          | -                             | -                               | 63e         | Vainqueur              | 18e                   |
| 2011  | 3e                   |                      | 36e           | 9e                     | -                  | Vainqueur        | Vainqueur       | Vainqueur                  | Vainqueur                    | Vainqueur                     | 3e                              | 67e         | 8e                     | 17e                   |
| 2012  | 87e                  | Abandon              | 39e           | 75e                    | -                  | 6e               | 3e              | 16e                        | -                            | -                             | -                               | -           | Abandon                | Vainqueur             |
| 2013  | 32e                  | 48e                  | -             | -                      | -                  | 5e               | 15e             | 7e                         | 27e                          | -                             | -                               | -           | 20e                    | 9e                    |
| 2014  | 13e                  |                      | -             | -                      | -                  | Vainqueur        | 10e             | 8e                         | Abandon                      | -                             | -                               | -           | 7e                     | 7e                    |
| 2015  | 55e                  |                      | -             | -                      | -                  | 10e              | Abandon         | 36e                        | 2e                           | 7e                            | 9e                              | -           | 33e                    | 10e                   |
| 2016  | -                    |                      | -             | -                      | -                  | 81e              | 91e             | -                          | 58e                          | -                             | -                               | -           | 34e                    | -                     |
| 2017  | 29e                  | 2e                   | -             | Vainqueur              | -                  | Vainqueur        | -               | -                          | Abandon                      | -                             | -                               | -           | 27e                    | 17e                   |
| 2018  | 75e                  | 2e                   | 17e           | 3e                     | 15e                | 13e              | 24e             | 31e                        | -                            | -                             | -                               | 8e          | -                      | -                     |
| 2019  | 68e                  | 11e                  | 22e           | Abandon                | Vainqueur          | 30e              | -               | 58e                        | -                            | -                             | -                               | -           | 54e                    | Abandon               |
| 2020  | 9e                   | ×                    | -             | -                      | ×                  | ×                | -               | -                          | ×                            | ×                             | ×                               | -           | -                      | -                     |
| 2021  | 72e                  | Abandon              | Abandon       | -                      | 29e                | -                | 70e             | 102e                       | -                            | ×                             | ×                               | -           | -                      | -                     |
| 2022  | 144e                 | -                    | -             | -                      | 30e                | 58e              | -               | 46e                        | -                            | -                             | -                               | 27e         | -                      | -                     |

### Résultats sur les grands tours

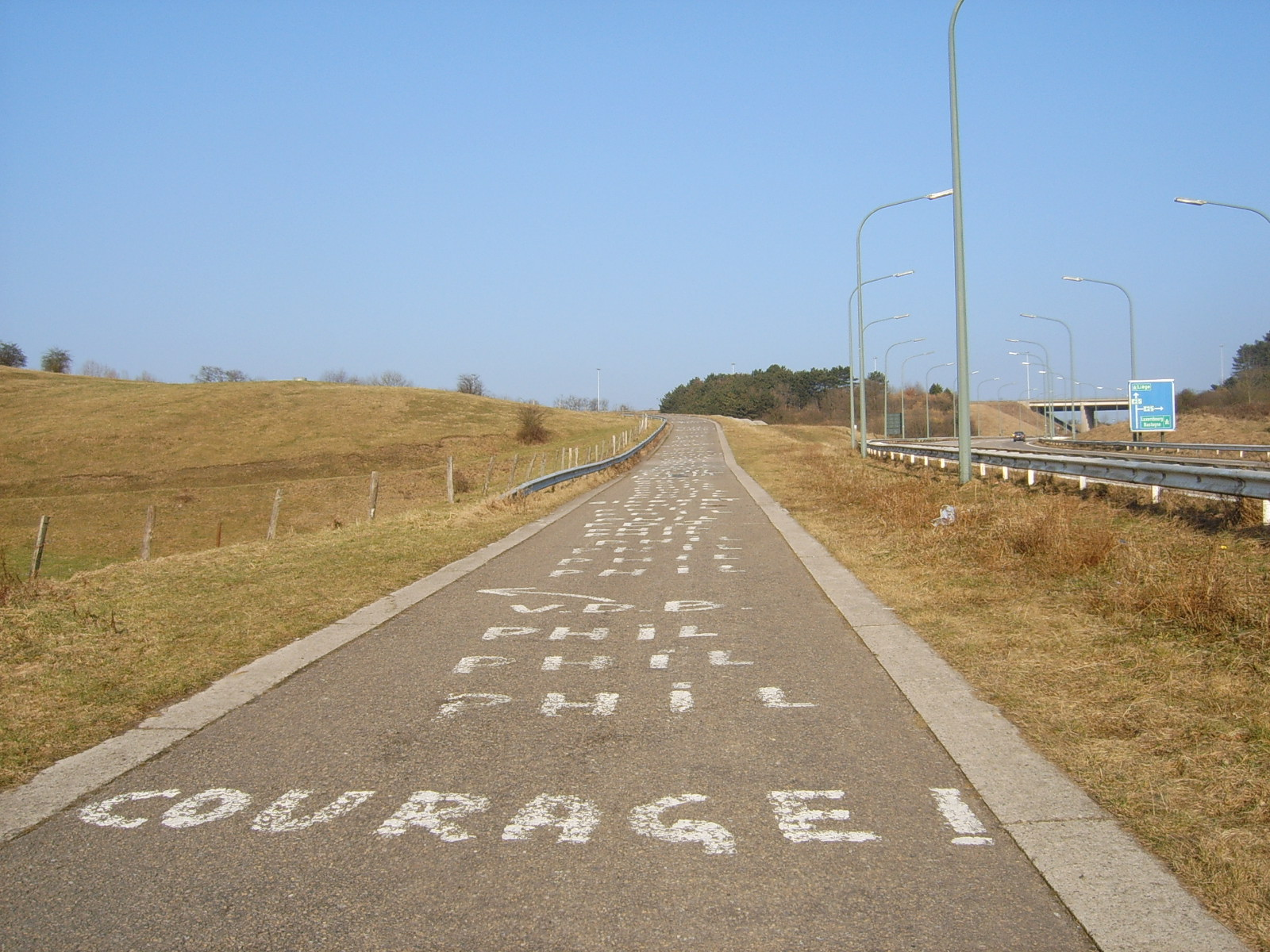
Encouragements pour Philippe Gilbert dans La Redoute (Liège-Bastogne-Liège) à Remouchamps, localité dont il est originaire.

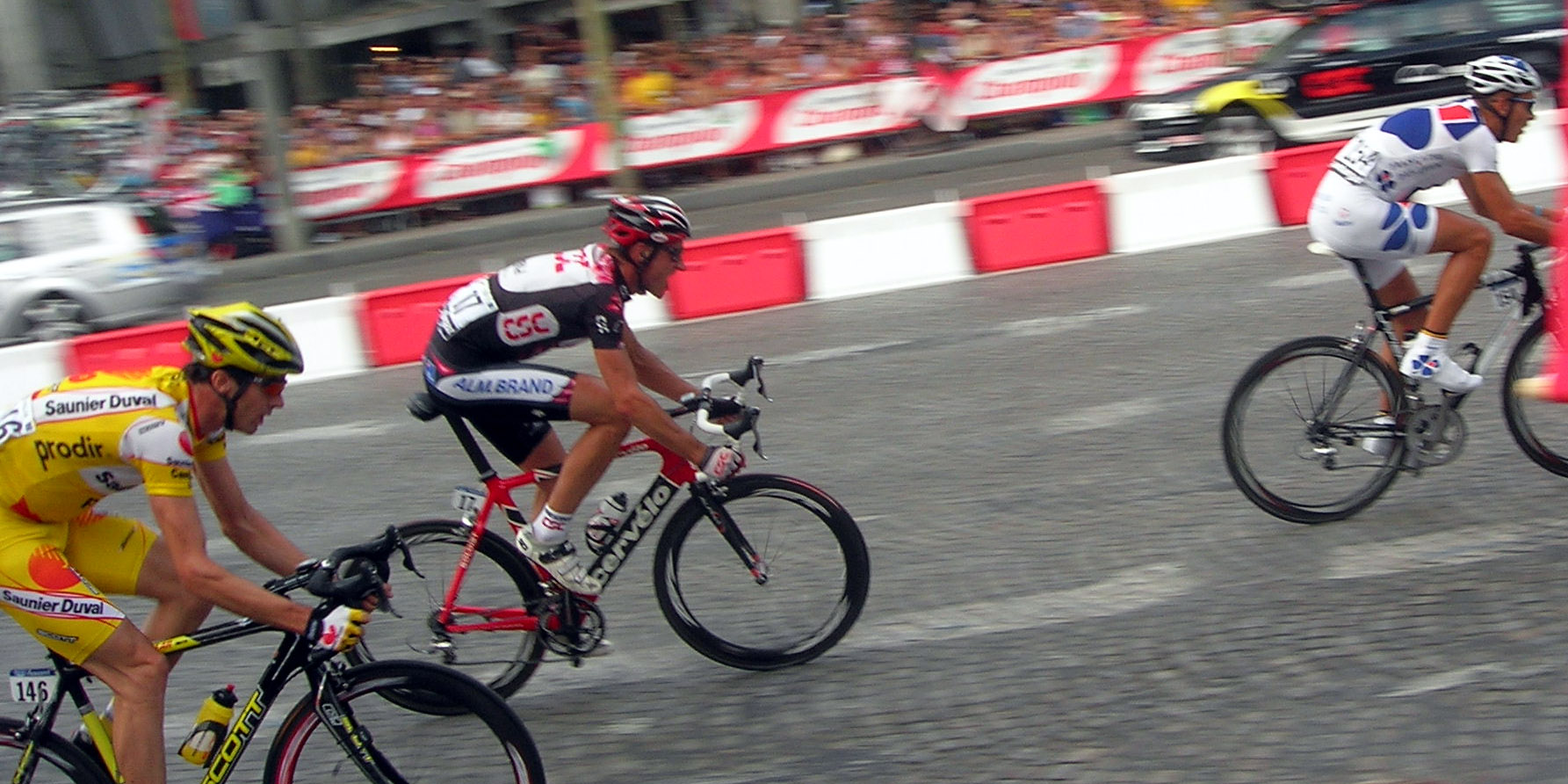
Sur les Champs-Élysées, dans la dernière étape du Tour de France 2006.

#### Tour de France
12 participations
- 2005 : 70e
- 2006 : 110e
- 2007 : non-partant (15e étape)
- 2008 : 112e
- 2011 : 38e, vainqueur de la 1re étape,  maillot jaune pendant 1 jour
- 2012 : 46e
- 2013 : 62e
- 2017 : non-partant (16e étape)
- 2018 : non-partant (17e étape)
- 2020 : non-partant (2e étape)
- 2021 : 99e
- 2022 : 76e

#### Tour d'Italie
4 participations
- 2004 : 32e
- 2006 : non-partant (12e étape)
- 2009 : 97e, vainqueur de la 20e étape
- 2015 : 39e, vainqueur des 12e et 18e étapes,  vainqueur du Prix de la combativité

#### Tour d'Espagne
9 participations
- 2007 : 69e
- 2008 : non-partant (18e étape)
- 2009 : 54e
- 2010 : 50e, vainqueur des 3e et 19e étapes,  maillot rouge pendant 5 jours
- 2012 : 59e, vainqueur des 9e et 19e étapes
- 2013 : abandon (15e étape), vainqueur de la 12e étape
- 2014 : 45e
- 2016 : abandon (14e étape)
- 2019 : 32e, vainqueur des 12e et 17e étapes

### Classements mondiaux
Jusqu'en 2004, le classement UCI concerne tous les coureurs ayant obtenu des points lors de courses du calendrier international de l'Union cycliste internationale (324 courses en 2004). En 2005, l'UCI ProTour et les circuits continentaux sont créés, ayant chacun leur classement. De 2005 à 2008, le classement de l'UCI ProTour classe les coureurs membres d'équipes ProTour en fonction des points qu'ils ont obtenus lors des courses du calendrier UCI ProTour, soit 28 courses en 2005, 27 en 2006, 26 en 2007. En 2008, le calendrier du ProTour est réduit à 15 courses en raison du conflit entre l'UCI et les organisateurs de plusieurs courses majeures. Les trois grands tours, Paris-Roubaix, la Flèche wallonne, Liège-Bastogne-Liège, le Tour de Lombardie, Tirreno-Adriatico et Paris-Nice ne sont donc pas pris en compte dans le classement ProTour 2008. En 2009 et 2010, un « classement mondial UCI » remplace le classement ProTour. Il prend en compte les points inscrits lors des courses ProTour et des courses qui n'en font plus partie, regroupées dans un « calendrier historique », soit au total 24 courses en 2009 et 26 en 2010. Ce nouveau classement prend en compte les coureurs des équipes continentales professionnelles. En 2011, l'UCI ProTour devient l'UCI World Tour et reprend dans son calendrier les courses qui l'avaient quitté en 2008. Il comprend 27 courses en 2011.
Il obtient son meilleur classement en 2011 : il termine la saison à la première place, devant Cadel Evans et Joaquim Rodríguez.
| Année                                 | 2001  | 2002  | 2003 | 2004 | 2005 | 2006 | 2007 | 2008 | 2009 | 2010 | 2011 | 2012 | 2013 | 2014 | 2015 | 2016 | 2017 | 2018 | 2019 | 2020 | 2021 | 2022 |
| ------------------------------------- | ----- | ----- | ---- | ---- | ---- | ---- | ---- | ---- | ---- | ---- | ---- | ---- | ---- | ---- | ---- | ---- | ---- | ---- | ---- | ---- | ---- | ---- |
| Classement UCI                        | 1661e | 1511e | 242e | 47e  |      |      |      |      |      |      |      |      |      |      |      |      |      |      |      |      |      |      |
| Coupe du monde                        | nc    | nc    | nc   | 15e  |      |      |      |      |      |      |      |      |      |      |      |      |      |      |      |      |      |      |
| UCI ProTour                           |       |       |      |      | 98e  | 67e  | nc   | 125e |      |      |      |      |      |      |      |      |      |      |      |      |      |      |
| Calendrier mondial                    |       |       |      |      |      |      |      |      | 9e   | 2e   |      |      |      |      |      |      |      |      |      |      |      |      |
| UCI World Tour                        |       |       |      |      |      |      |      |      |      |      | 1er  | 46e  | 54e  | 14e  | 29e  | 190e | 11e  | 37e  |      |      |      |      |
| Classement mondial                    |       |       |      |      |      |      |      |      |      |      |      |      |      |      |      | 68e  | 10e  | 31e  | 44e  | 169e | 165e | 141e |
| UCI Europe Tour                       |       |       |      |      |      |      |      |      |      |      |      |      |      |      |      | 14e  | 70e  | 58e  | 34e  | 139e | 142e | 118e |
| UCI Asia Tour                         |       |       |      |      |      |      |      |      |      |      |      |      |      |      |      | 122e | nc   | 388e |      |      |      |      |
| UCI America Tour                      |       |       |      |      |      |      |      |      |      |      |      |      |      |      |      | 357e | nc   | nc   |      |      |      |      |
|                                       |       |       |      |      |      |      |      |      |      |      |      |      |      |      |      |      |      |      |      |      |      |      |
| Légende : nc = non classéSource : UCI |       |       |      |      |      |      |      |      |      |      |      |      |      |      |      |      |      |      |      |      |      |      |

## Distinctions
- Vélo de cristal 2008, 2009, 2010 et 2011
- Vélo d'or 2011
- Sportif belge de l'année 2009, 2010 et 2011
- Trophée national du Mérite sportif 2009
- Chevalier de l'Ordre du Mérite de Wallonie 2011
- Mendrisio d'or 2012
- Flandrien de l'année en 2009, 2010, 2011
- Sprint d'or en 2008
- Meilleur sportif des Mérites sportifs de la Communauté française en 2010, 2011, 2012
- Trophée de l'Association internationale des journalistes de cyclisme en 2009[82]
- Détenteur du Ruban jaune depuis 2019[63]

## Hommages et postérité
Une course cycliste pour les coureurs juniors (17/18 ans), la Philippe Gilbert Juniors, est organisée chaque année par son fan club. La première édition est organisée en 1990. Parmi les vainqueurs, figurent notamment Jasper Stuyven, Tom Pidcock, Remco Evenepoel et Arnaud De Lie.
Le square Philippe Gilbert se situe à Remouchamps, à proximité de la côte de La Redoute.
Il fait l'objet d'un documentaire, Gilbert classique, centré sur l'objectif de fin de carrière de Gilbert de remporter les cinq Monuments et diffusé en février 2023 sur Eurosport.